# Jordbävningarna i Kalabrien 1783
Jordbävningarna i Kalabrien var en serie jordbävningar som drabbade södra Italien under senvintern och våren 1783. De första två skedde 5 februari och 7 februari, den första på fastlandet och den andra i Messinasundet nära sicilianska kusten. Dessa skapade även kraftiga flodvågor som framförallt drabbade Messina. Totalt omkom 50 000 i jordbävningarna.
Jordbävningarna i Kalabrien väckte stort uppseende i det sena 1700-talets filosofiska diskurs kring naturkatastrofer, initierad av jordbävningen i Lissabon 1755. Händelsen förekommer som motiv hos skalden Bengt Lidner. 